# La Tinaja, Nuevo León
La Tinaja är en ort i Mexiko.   Den ligger i kommunen Santiago och delstaten Nuevo León, i den centrala delen av landet, 700 km norr om huvudstaden Mexico City. La Tinaja ligger 430 meter över havet och antalet invånare är 175.
Terrängen runt La Tinaja är kuperad åt sydväst, men åt nordost är den platt. Runt La Tinaja är det ganska tätbefolkat, med 62 invånare per kvadratkilometer. Närmaste större samhälle är Santiago, 7,7 km sydväst om La Tinaja. I omgivningarna runt La Tinaja växer huvudsakligen savannskog.